# Горки (городской округ Кашира)
Горки — деревня в городском округе Кашира Московской области.

## География
Находится в южной части Московской области на расстоянии приблизительно 5 км на восток по прямой от железнодорожной станции Кашира.

## История
Известно с 1850 года как сельцо Терново, Горки тож. В 1917 году отмечено 37 дворов. Первый колхоз в деревне назывался им. Горького. До 2015 года входила в состав городского поселения Кашира Каширского района.

## Население
Постоянное население составляло 77 человек в 2002 году (русские 99 %), 61 в 2010.